# 7호실 손님
"7호실 손님"은 1978년에 개봉한 대한민국의 영화이다.

## 캐스팅
- 오지명
- 한우리
- 진봉진
- 최영주
- 최성
- 김남일
- 박기수
- 최무웅
- 박동룡
- 황건
- 한명환
- 김영인
- 국정환
- 최성관
- 이예민
- 마도식
- 권오상
- 김기범
- 임해림
- 윤선영
- 김미경
- 최재호
- 최성규
- 안구섭
- 조주호

## 스탭
- 협찬: 동양고속 훼리 주식회사
- 제작본부장: 조영길
- 제작부장: 조윤호
- 녹음: 김성찬
- 음악: 정민섭
- 스칠: 정기성
- 현상: 우성칼라라보
- 편집: 김창순
- 효과: 손효신
- 촬영: 서정민
- 조명: 김윤덕
- 감독보: 김영락
- 촬영보: 마재인
- 조명보: 강상용
- 각본: 김하림
- 기획: 박용빈 / 서림
- 제작: 김용덕
- 감독: 최영철